# Pitis

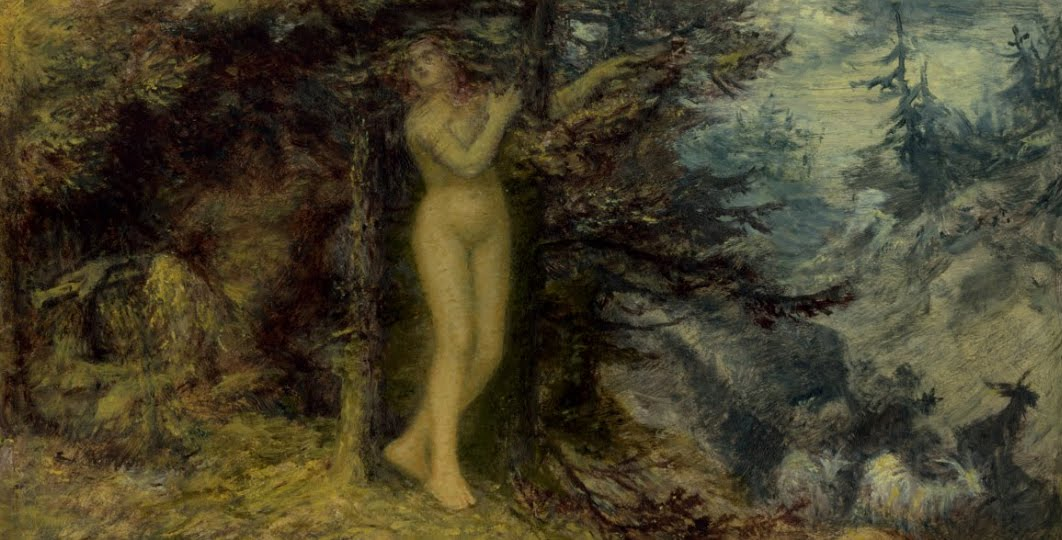
El cuadro de Calvert.

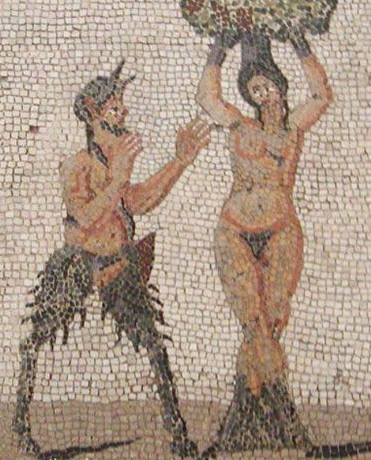
El mosaico romano.

En la mitología griega Pitis o Pítide (en griego Πίτυς, Pítys, literalmente, «pino») era una ninfa (de las oréades) cuyo amor se disputaban Pan y Bóreas. En una versión Bóreas la mata con un fuerte soplido y en otra es Pan el que la mata, o bien la metamorfosis se produce mientras Pitis huía de Pan. La voz πίτυς (pítys) también denominó a las islas Pitiusas. 
La anécdota se recoge en al menos tres poetas griegos antiguos. Nono dice que Pitis llegó virgen al Hades y que también fue vejada por Pan. Longo alegó que «Pan es un dios galanteador e infiel: se enamoró de Pitis, se enamoró de Siringa, y jamás deja de perturbar a las dríades y de enredar a las ninfas epimélides». Luciano, narrando una charla entre Hermes y Pan hace que este último se jacte: «Te burlas de mí, yo me acuesto con Eco, Pítide y todas las ménades de Dioniso, y se me rifan».
El único autor que nos da una narración completa de Pitis es Libanio. Nos dice que Pan estaba enamorado de Pitis pero Bóreas también era su rival, pues se dice que los pinos antes tenían forma de muchacha. Ambos se vieron obligados a forzar a la muchacha para que esta se decantara por uno de los dos y ambos mostraron a la muchacha lo mejor que podían ofrecer, esperando así ser el amante elegido. Bóreas, cuando llegó su turno, sopló muy fuerte, derribando algunos pinos. Pan, por su parte, brincó y realizó cabriolas, y le entregó a su enamorada algunos presentes que habían hecho los pastores. Pitis, empresionada por este, escogió a Pan como su favorito. No obstante Bóreas, despechado por el rechazo, atacó a Pitis con un soplo muy violento que despeñó a la muchacha contra unas rocas, matándola en el proceso. Pero la Tierra, apiadada de la muchacha, la convirtió en el árbol que desde entonces llevó su nombre. Es por eso que Pan se corona con guirnaldas de pino y también es la razón por la que Bóreas aún se lamenta entre esos árboles; aún se puede escuchar entre los pinos el ulular del viento a guisa de lamento del entristecido Bóreas.
El humanista español del siglo XVI Álvaro de Cadaval escribió un epyllion latino alargado, la Pythiographia, sobre la metamorfosis de Pitis en pino, imitando la de Dafne en las Metamorphosis de Ovidio.
La escena tiene alguna representación en pintura: un mosaico romano del siglo III en el Museo Arqueológico Nacional de Nápoles y un óleo de Edward Calvert, hacia 1850, en el British Museum. Son mucho más habituales las representaciones de una escena similar, las de Pan con Siringa, la náyade que tras ser perseguida por Pan se convirtió en cañaveral, de cuyas cañas éste hizo su instrumento musical cuyo sonido hacía huir por el bosque a las ménades presas del pánico (Nicolas Poussin, Jacob Jordaens, François Boucher, William-Adolphe Bouguereau, Annibale Carracci, Andrea Casali, Arnold Bocklin, Lawrence Alma-Tadema, y Maxfield Parrish).